# Quedas de Calandula
As Quedas de Calandula são quedas de água situadas no município de Calandula, província de Malanje, em Angola.
As Quedas de Calandula estão localizadas no rio Lucala, o mais importante afluente do rio Cuanza, na bacia do Cuanza. Ficam a cerca de 80 km da cidade de Malanje, capital da província e a 420 km de Luanda, a capital do país. Com uma extensão de 410 metros e uma altura de 105, são as segundas maiores de África.
Até 1975 (no tempo colonial) eram conhecidas pelo nome de Quedas do Duque de Bragança.

## Galeria

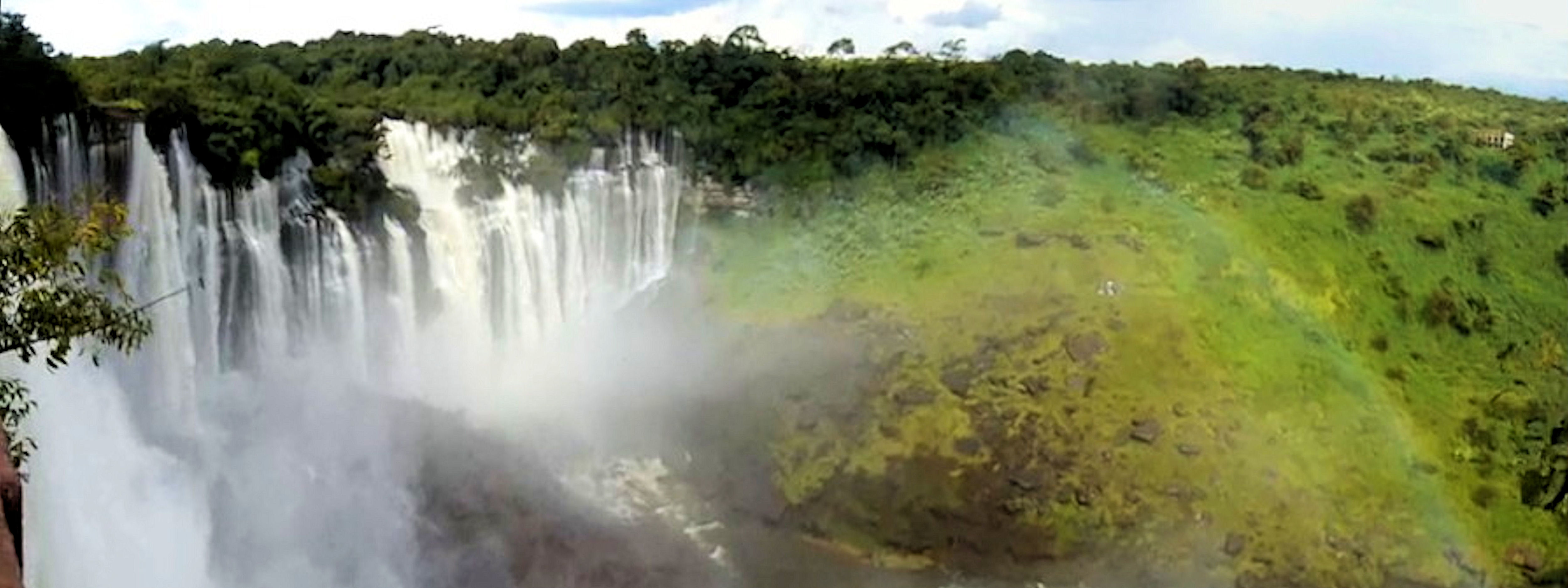
Vista panorâmica das Quedas de Calandula (2008)

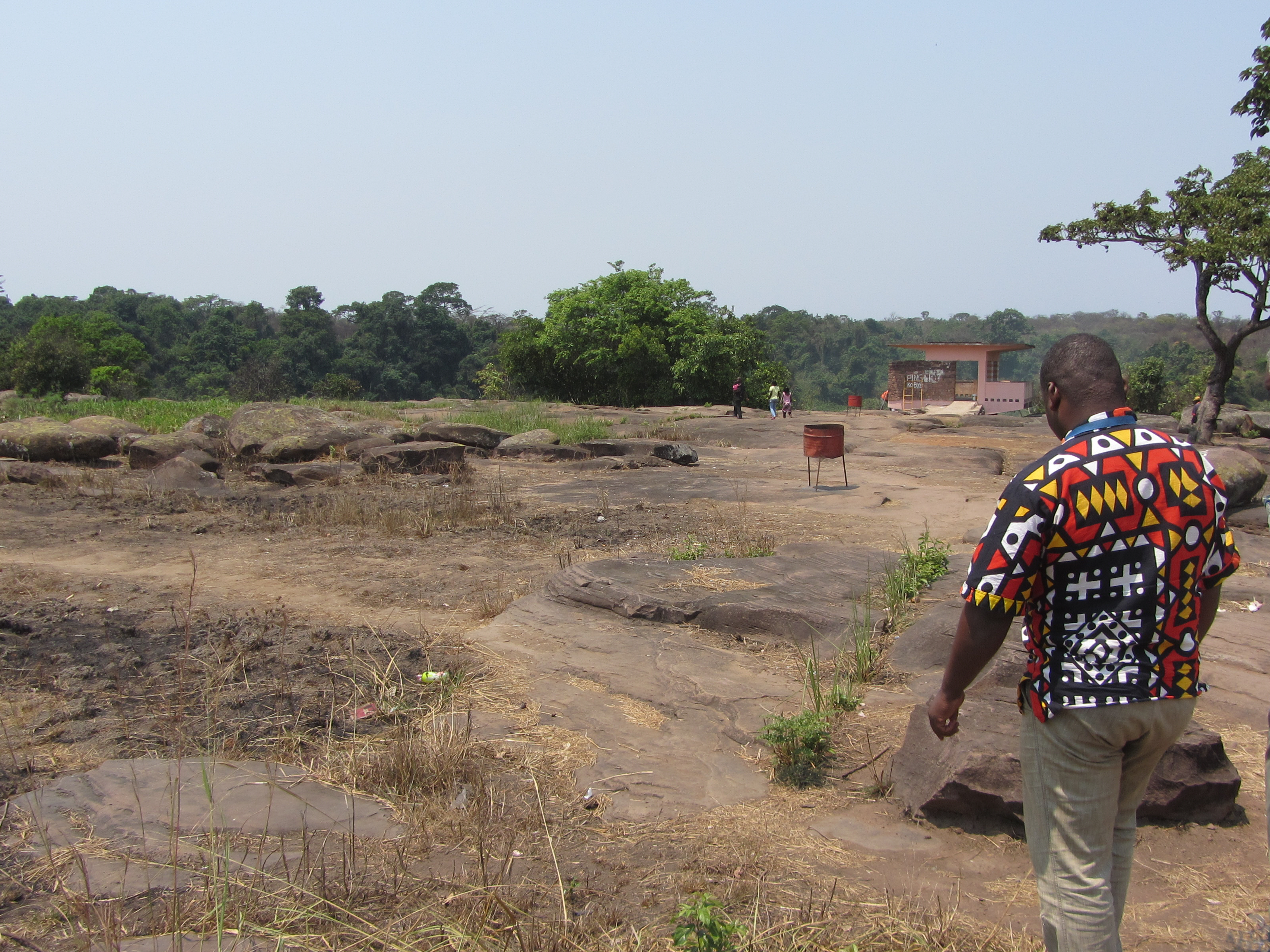
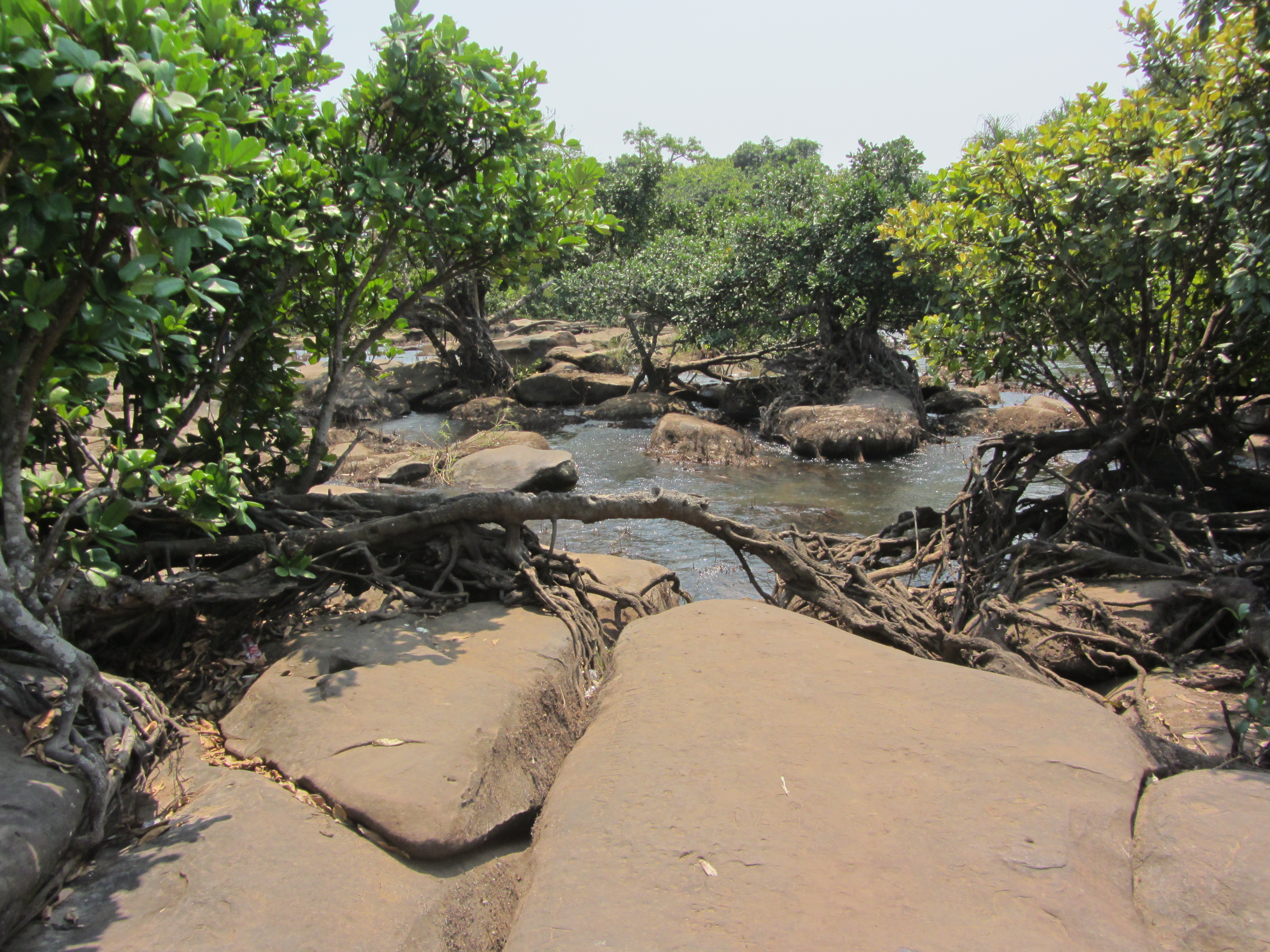
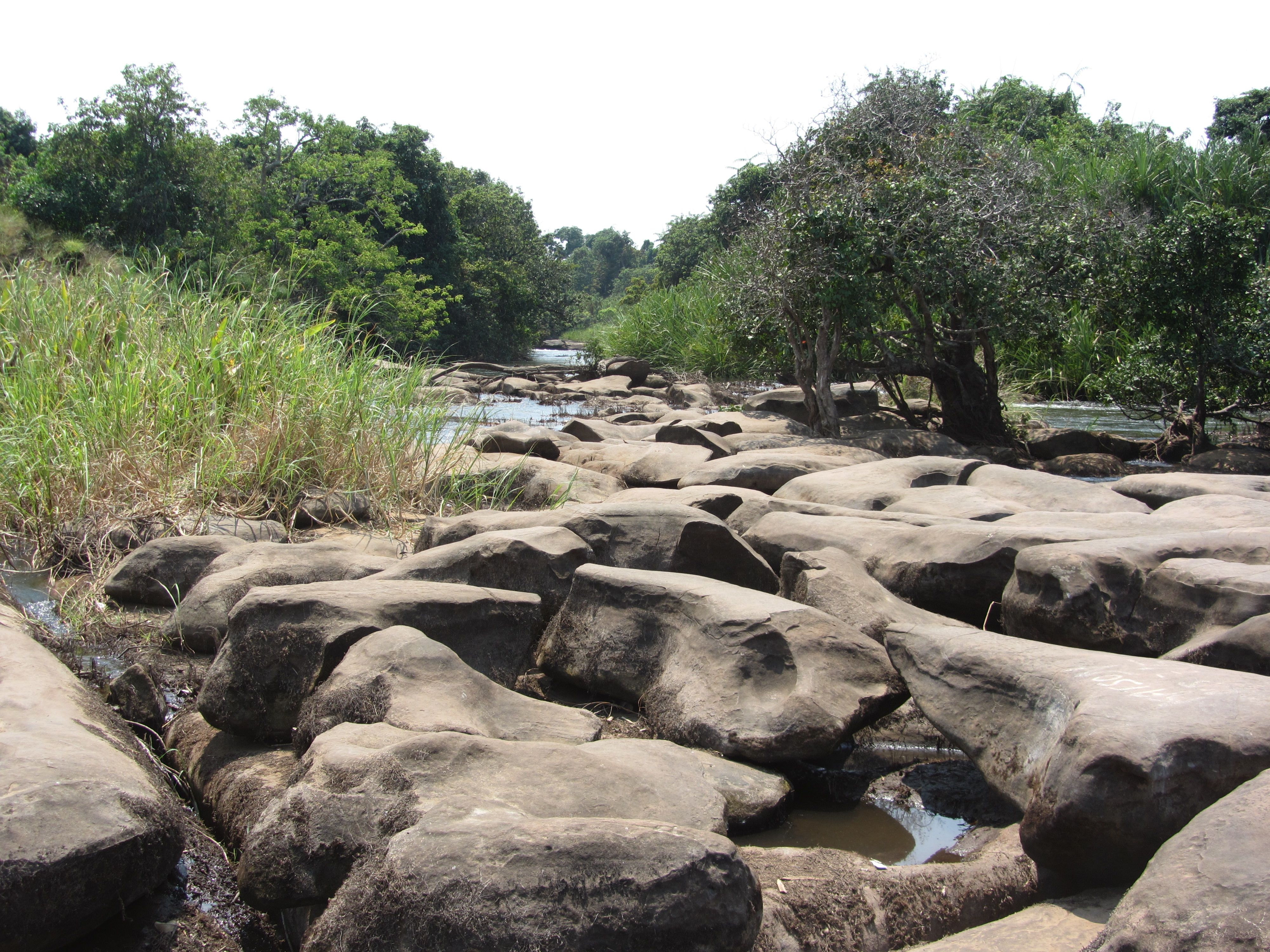
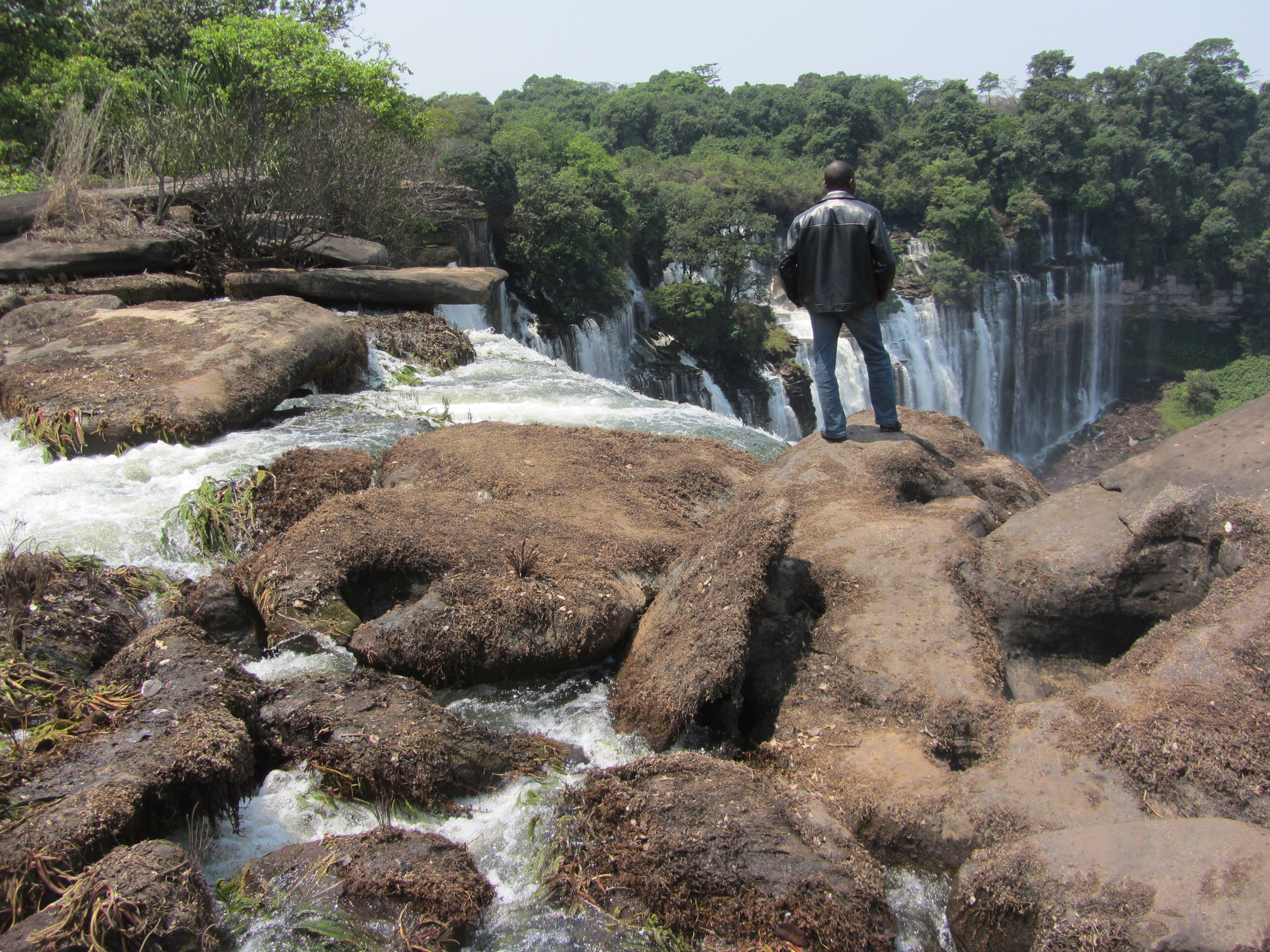
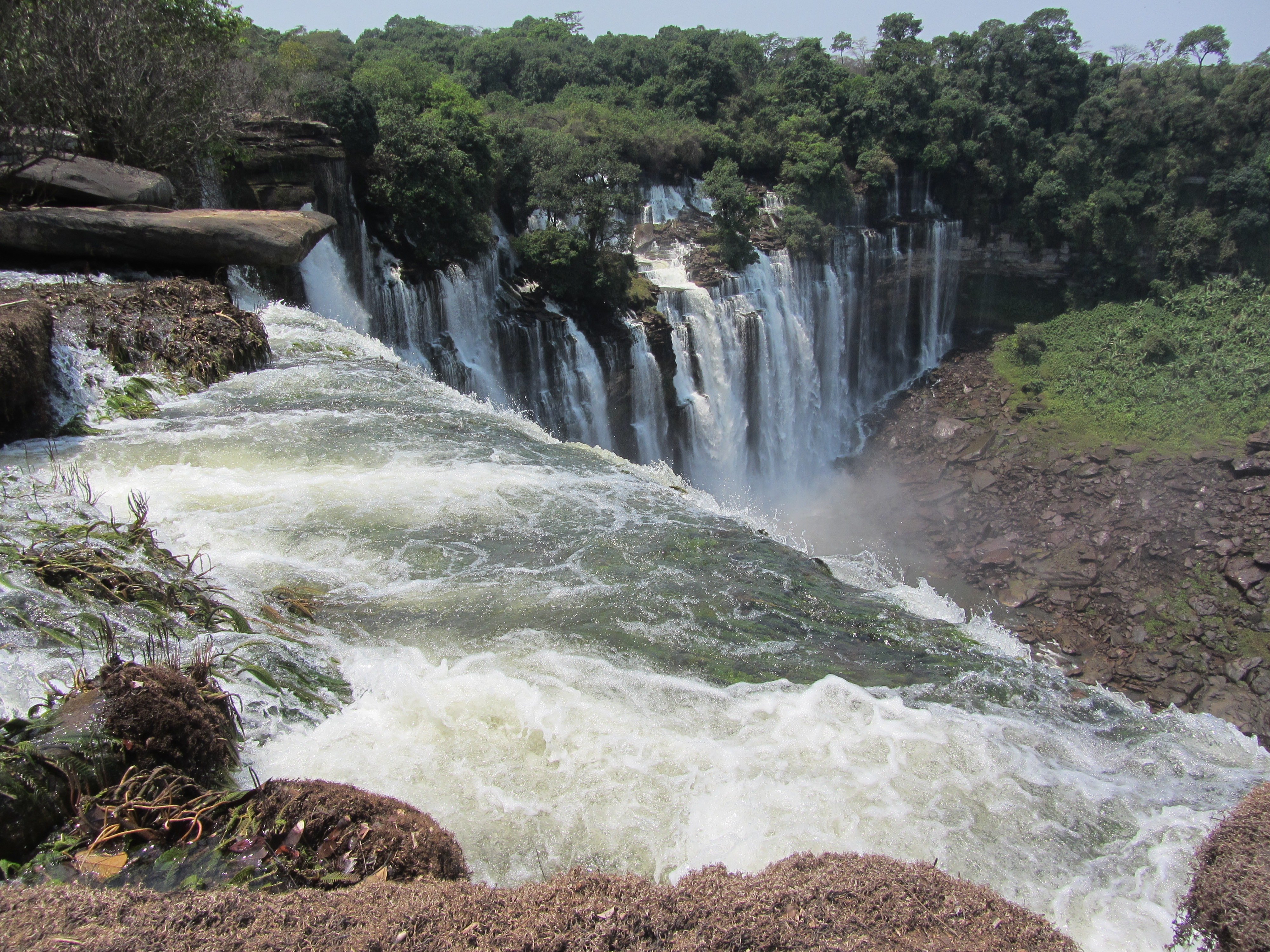
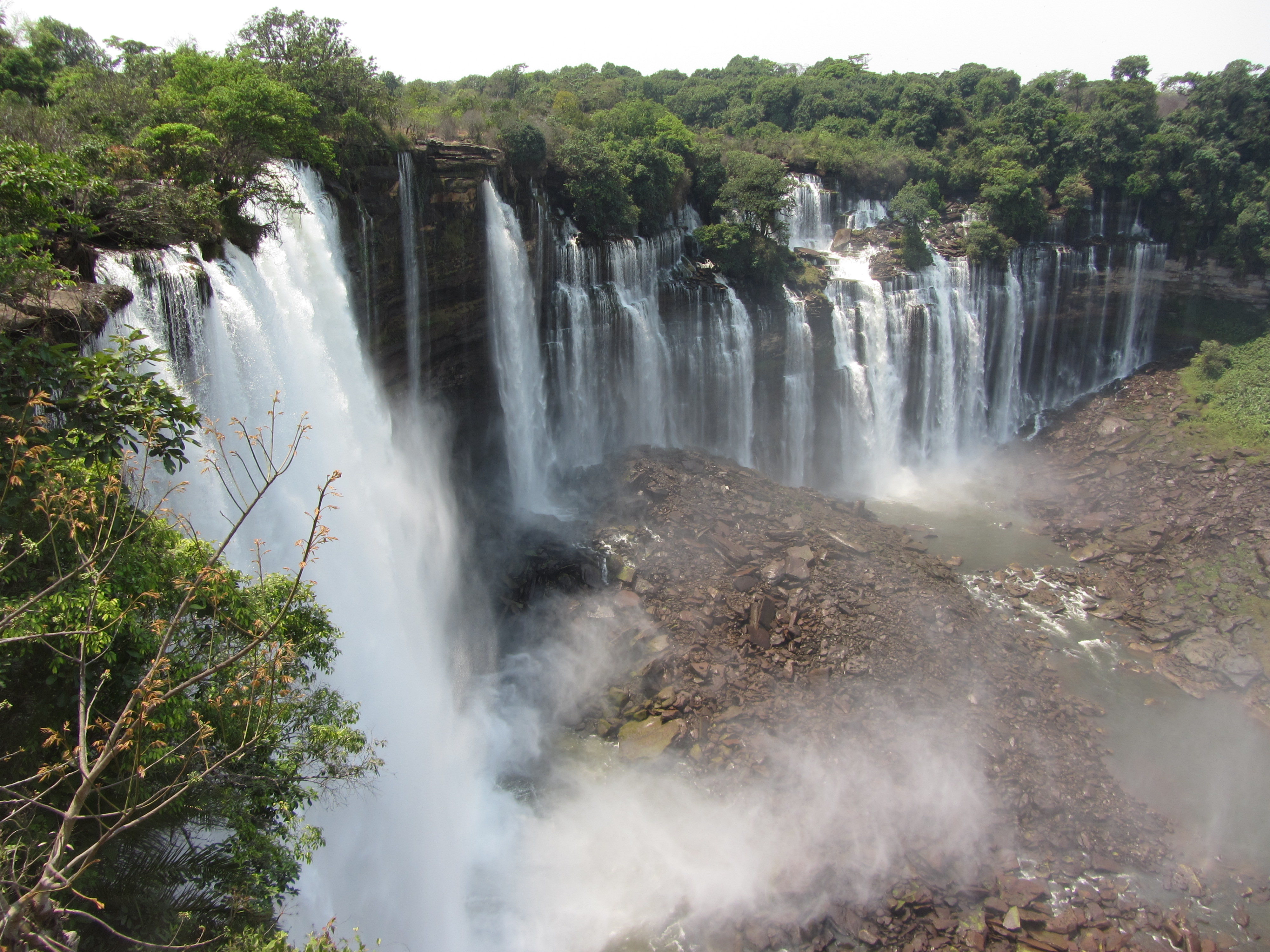
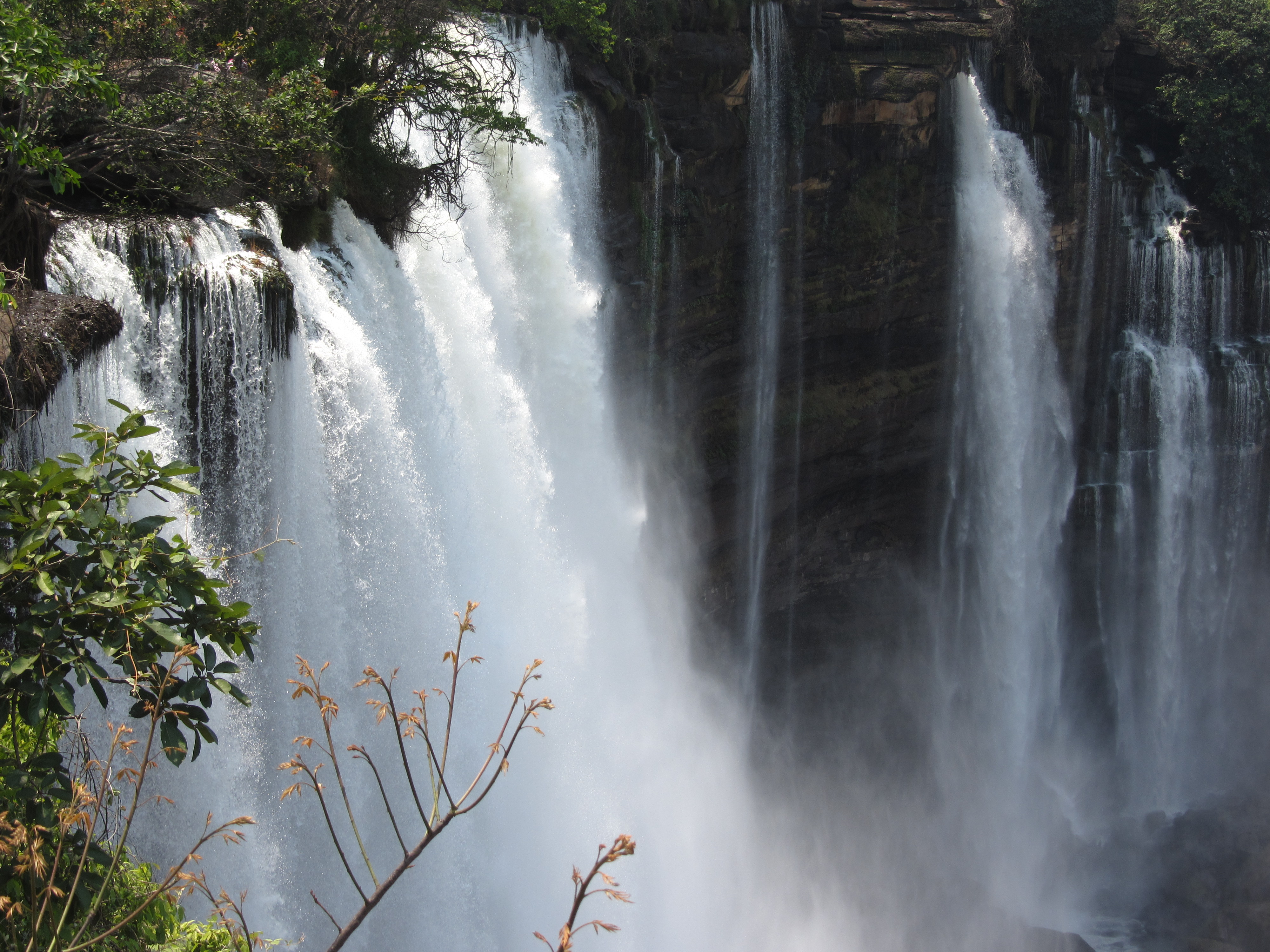
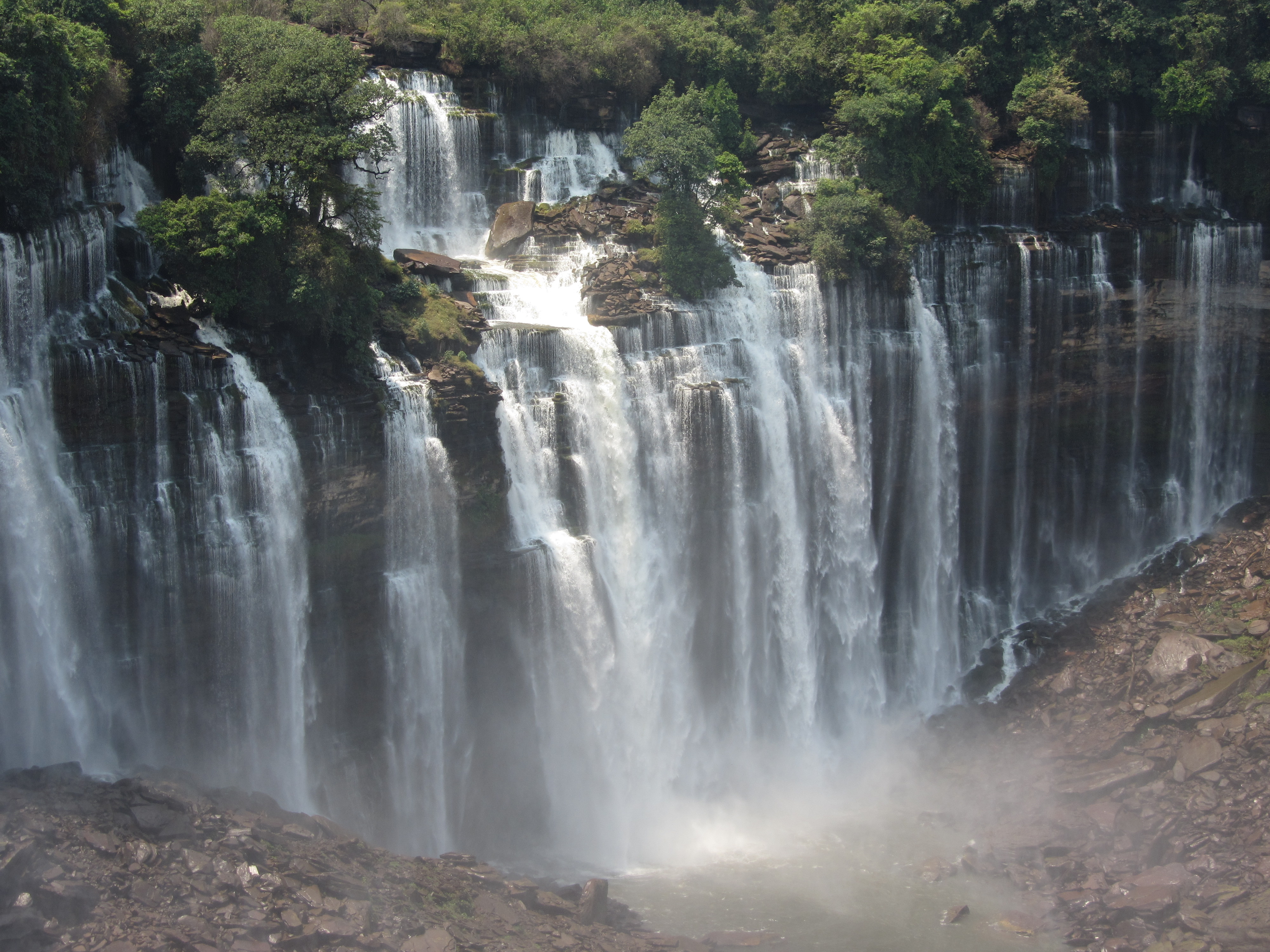
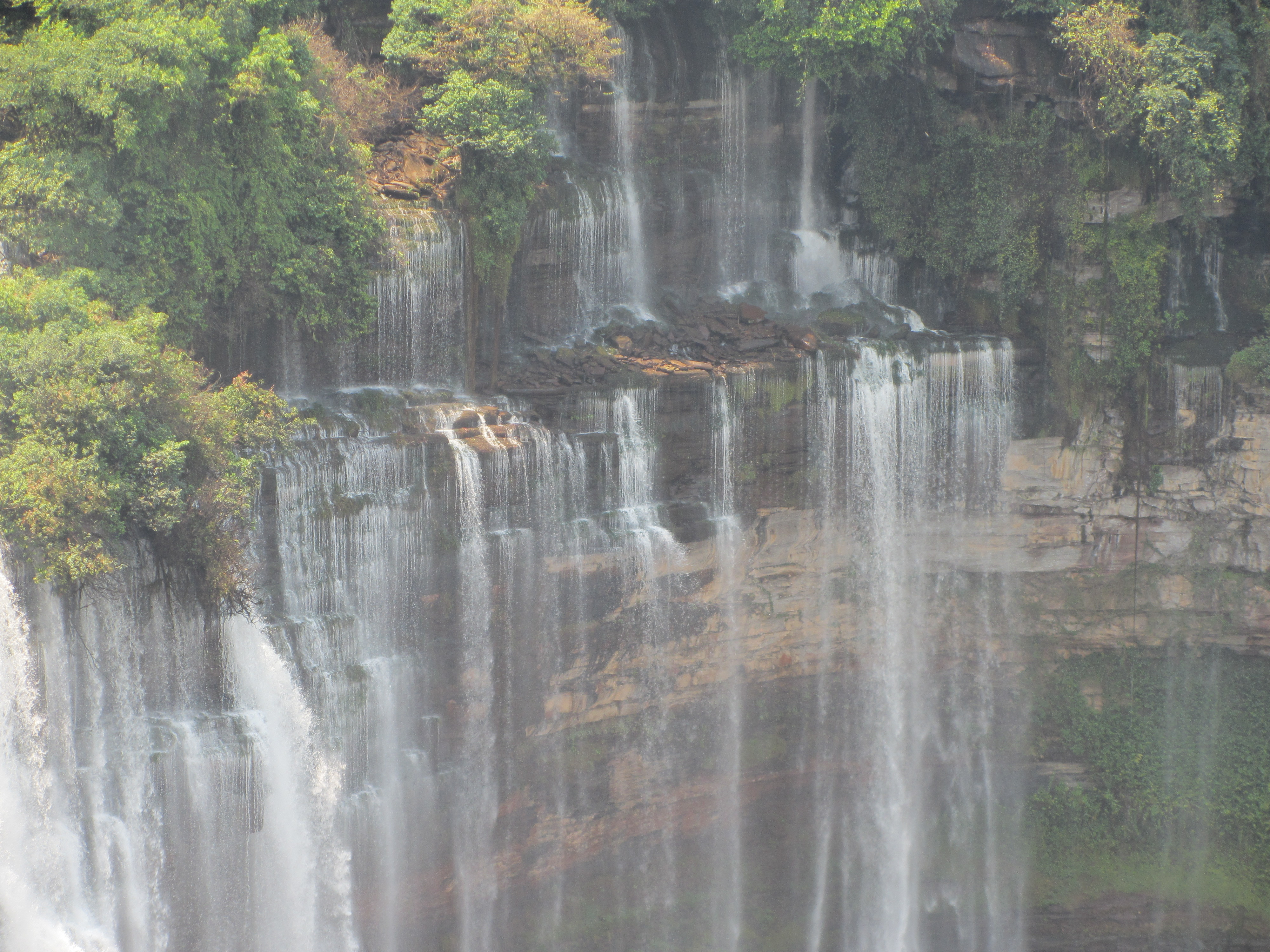
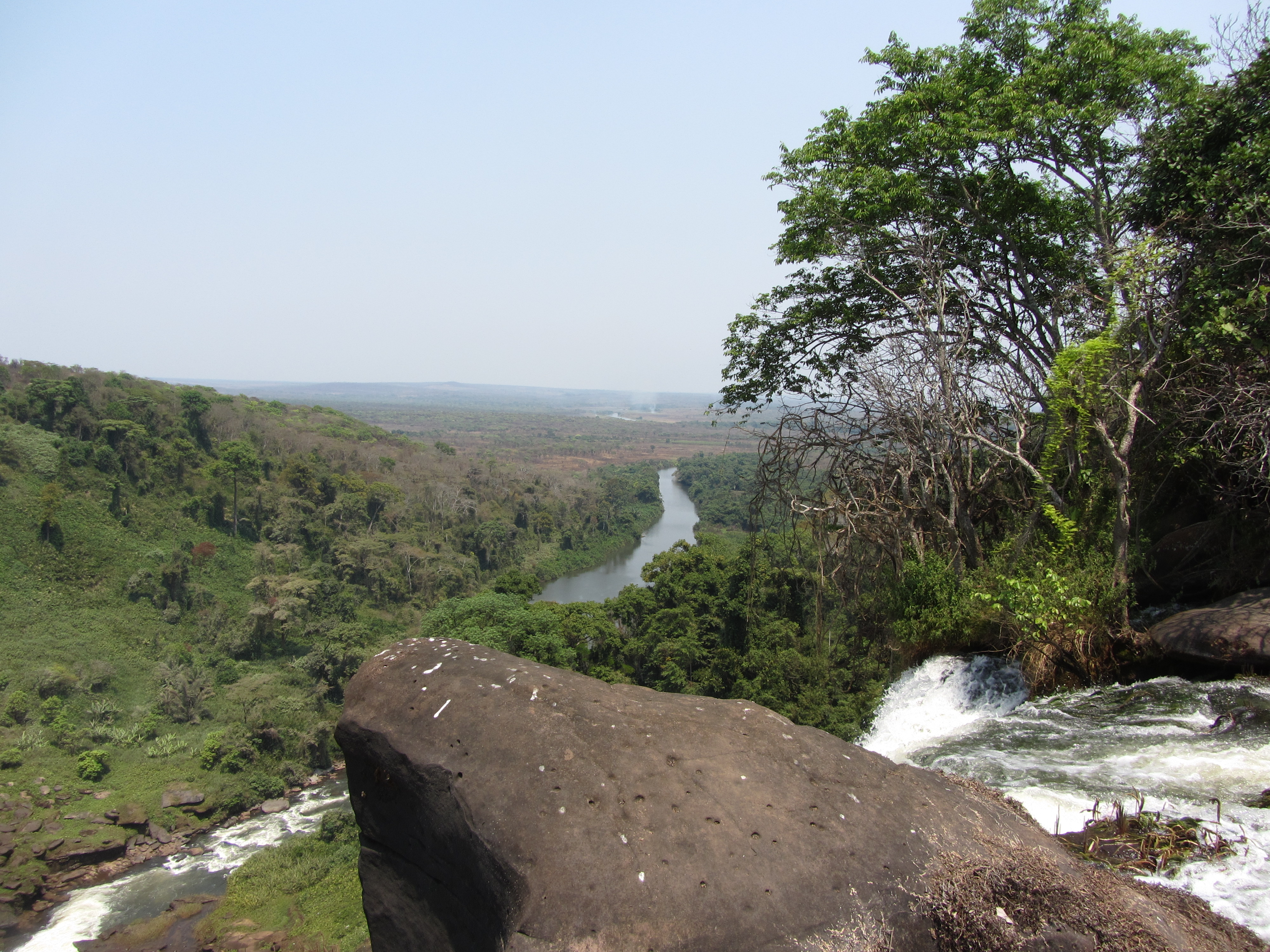
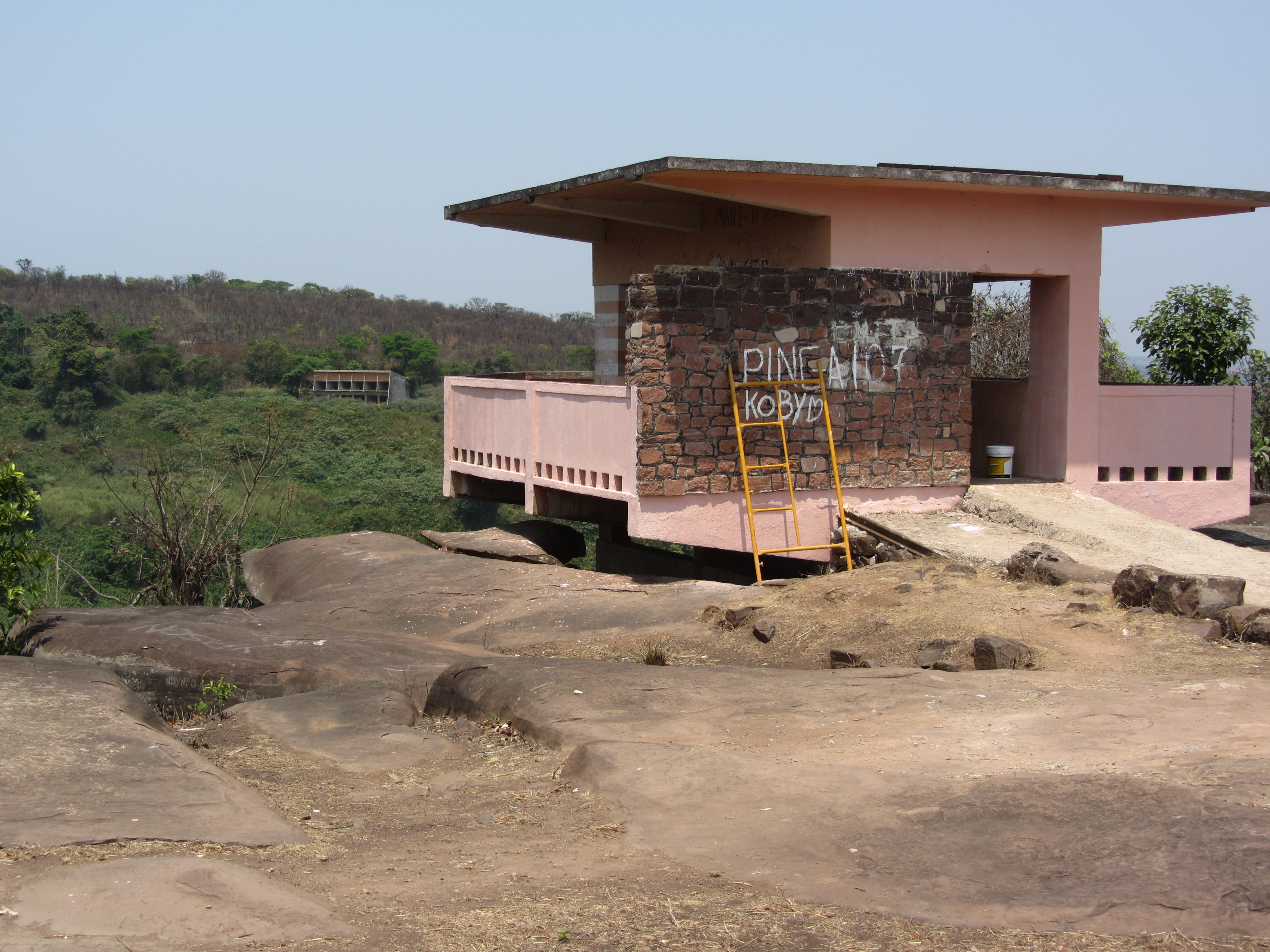
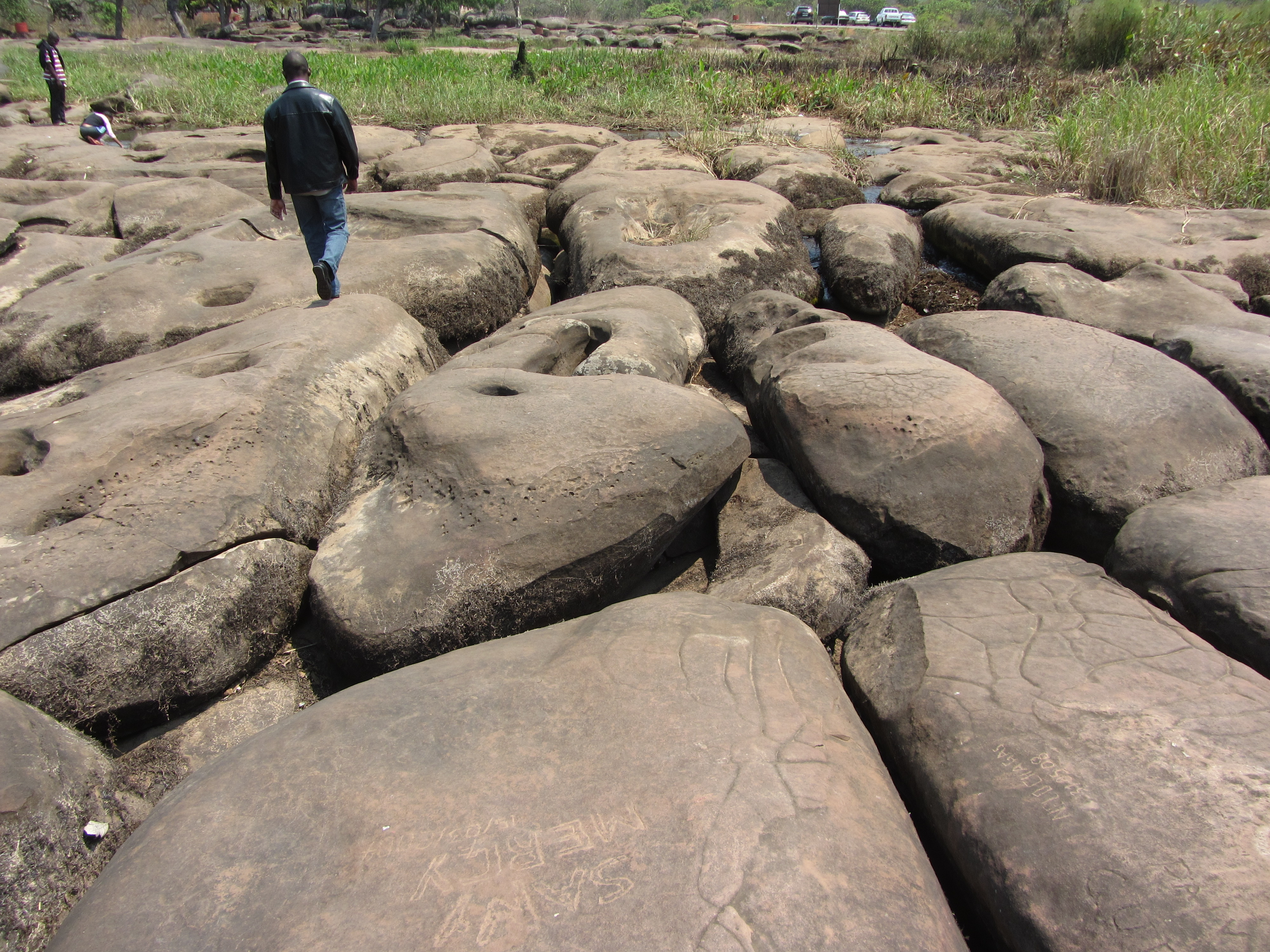